# Cardioptera
Cardioptera es un género de insectos mantodeos perteneciente a la familia Mantidae. Es originario de América.

## Especies
- Cardioptera brachyptera
- Cardioptera minor
- Cardioptera nigridens
- Cardioptera parva
- Cardioptera squalodon
- Cardioptera viridipennis